# Mohammad Gharazi

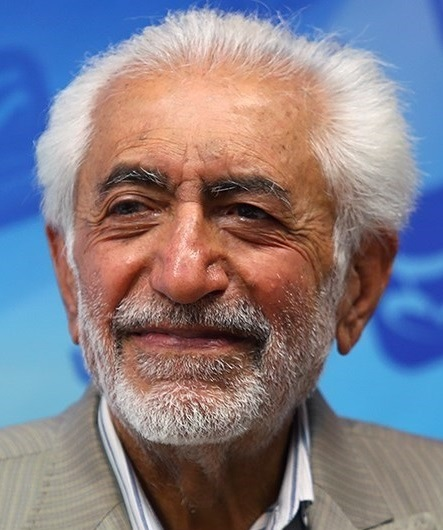
Mohammad Gharazi (2021)

Mohammad Gharazi (persisch محمد غرضی; * 5. Oktober 1941 in Isfahan) ist ein iranischer Politiker. Er war Mitglied der Volksmudschahedin.

## Leben
Gharazi war von 1981 bis 1985 Erdöl-Minister unter dem Präsidenten Ali Chamene’i, danach bis 1997 Minister für Post und Telekommunikation des Iran unter dem Präsidenten Ali-Akbar Haschemi Rafsandschani. Als einer von acht Kandidaten wurde Gharazi am 21. Mai 2013 vom Wächterrat für die Präsidentschaftswahl im Iran 2013 zugelassen.